# August Pichler (Schauspieler, 1771)

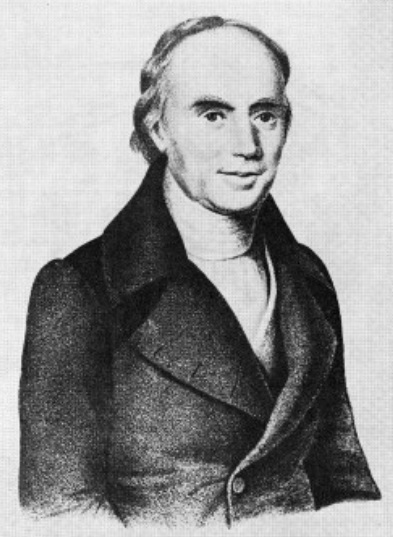
August Pichler

August Pichler  (* 22. Juni 1771 in Hernals bei Wien; † 4. Januar 1856 in Berlin) war ein österreichisch-deutscher Schauspieler und Schauspieldirektor.

## Familie
Pichler wurde als Sohn eines Tuchfabrikanten in Wien geboren. Die Familie zog 1781 nach Ungarn, wobei August Pichler in Wien blieb und Unterricht am dortigen Jesuitenkollegium hatte. Er heiratete 1801 Sophie Halbmann. Das Paar hatte acht Kinder, von denen sieben auch Schauspieler wurden. Somit war August Pichler Gründer der Schauspielerfamilie Pichler.

## Leben
Durch August von Kotzebue ermuntert, schloss sich Pichler nach Abschluss einer Buchdruckerlehre 1791 in Reichenberg (Böhmen) einer wandernden Schauspielergesellschaft an. Zwischenzeitlich auch bei stehenden Bühnen engagiert, unternahm er erstmals 1799 in Bayreuth den Versuch, selbst eine Theatergesellschaft zu führen und scheiterte nach kurzer Zeit. Daraufhin übernahm er die dortige Hofbuchdruckerei und arbeitete drei Jahre in seinem erlernten Beruf. 1802–1809 reüssierte er als Schauspieler unter anderem in Passau, Bamberg, Karlsruhe und Kassel. 1810–1825 leitete er Theater in Oldenburg, Bremen und Hannover oder war als selbständiger Unternehmer Prinzipal einer zeitweise in zwei Truppen geteilten Schauspielergesellschaft, die unter anderem in Münster, Osnabrück und Pyrmont gastierte. Am 25. Januar 1826 wurde Pichler zum Direktor der Detmolder Hof-Schauspieler-Gesellschaft ernannt. Bis 1849 blieb er Theaterdirektor in Detmold. Er erweiterte den Kreis der Spielorte mit Münster, Osnabrück und Pyrmont zum Städtebundtheater, um mit den dortigen Sommergastspielen eine ganzjährige Spielzeit zu sichern. Nach der Auflösung des Hoftheaters im Revolutionsjahr 1848 erhielt er aufgrund seiner Verdienste um diese Institution eine Pension zugesprochen.
Für die Osnabrücker Theatergeschichte der ersten Hälfte des 19. Jahrhunderts ist Pichler die zentrale Persönlichkeit. Bereits 1819 bis 1825 hatte er jährlich mit seiner Gesellschaft Osnabrück besucht. Bei dem Aufenthalt 1824 konnte er den bedeutenden Münchener Hofschauspieler Ferdinand Eßlair für zwölf Abende im Juni als Gast engagieren und damit für einen Höhepunkt im Osnabrücker Theaterleben sorgen. Mit dem Detmolder Hoftheater, dem 1826 bis 1833 auch Albert Lortzing angehörte, erschien er in den Jahren 1827 bis 1836, 1840, 1843 sowie 1846 bis 1848 und gab mehrere hundert qualitativ hochstehende Vorstellungen. Er trug damit wesentlich zum Kulturleben der Stadt Osnabrück im Biedermeier bei.